# Chip 'n Dale Rescue Rangers (videojuego para móviles)
Chip 'n Dale Rescue Rangers es un videojuego de teléfonos móviles de disney y fue distribuido y publicado por Dynamic Pixels en mayo de 2010, después de diecisiete años fue Chip 'n Dale: Rescue Rangers 2 para NES. Es una colección de minijuegos.